# Rabiatou Njoya
Pour les articles homonymes, voir Njoya.
Rabiatou Njoya est une écrivaine camerounaise et Momafon (cohéritière et conseillère du roi des Bamouns) née le 15 octobre 1945 et décédée le 9 avril 2021 à Foumban. Elle est connue pour sa fondation caritative et pour ses œuvres littéraires.

## Biographie
Rabiatou Njoya est née le 15 octobre 1945, fille du sultan Seidou Njimoluh Njoya et de Mewouo Alima. 
Elle a fait ses études primaires à Foumban, ensuite, elle a continué avec les études secondaires à Yaoundé où elle a obtenu son baccalauréat en 1966 au Lycée Général-Leclerc de Yaoundé, étant la première femme à avoir eu le bac dans le Noun. Pour ses études supérieures, elle part en Angleterre et en France, avec de nombreux stages partout dans le monde, entre autres en formation linguistique à l’université de Salamanque (Espagne), et en formation pour l’enseignement de l’anglais à Brooklyn (Etats Unis d'Amérique).
La princesse Rabiatou est professeur d’anglais et d’espagnol au lycée technique de Yaoundé, et elle a enseigné des cours d’anglais commerciaux au BTS. Ensuite, elle est professeur d’espagnol à l’École Normal Supérieure de Yaoundé (ENS) et professeur de formation bilingue à l’INSA et EMIAC. De 1981 à 2007, elle était directrice de communication au Conseil supérieur de sport en Afrique (CSSA). Elle a pris sa retraite en 2007.
Rabiatou Njoya est érigée Momafon (conseillère et cohéritière du roi) en 1992 par le 18e roi Bamoun, son frère Ibrahim Mbombo Njoya. Par la suite, elle a créé une fondation caritative qui a pour rôle de défendre la personnalité humaine. Elle écrit plusieurs œuvres poétiques et théâtrales, et elle est membre du réseau des femmes écrivains à partir de 1975. Elle est aussi active comme  gestionnaire de la RCN (Radio communautaire du Noun). 
Elle meurt le 9 avril 2021 à Foumban.
La princesse Rabiatou a eu un prix au Caire (Égypte) en 1975. Elle a eu plusieurs reconnaissances, parmi lesquelles, en 1986 : officier du mérite espagnol ; en 1994 : officier de l’ordre du Mérite camerounais ; et en 2006 : Chevalier de l’ordre de la valeur.

## Œuvres
- El Hadj Moussah (1973, publié en 2004)
- Fohpou H (1971)
- Les Amours de Cœurs (1972)
- De Njoya à Njimoluh : cent ans d'histoire bamoun, Njiassé Njoya Aboubakar, Njindam Njoya Adamou, Mama Njoya Mustapha, Njoya Rabiatou, et al.,  Foumban (Cameroun), Éd. du Palais, 1984
- Le Saré maudit (2004)
- Congénital (2004, en anglais)
- Raisons de royaume suivi de Haute trahison, Yaoundé, Sopecam, 1990[5]
- Le Sort de l’esclave, Yaoundé, CLE, 2003[5]
- Toute la rente y passe, avec Alexis Mouliom, Yaoundé, CLE, 1971[5]
- Ange noir, Ange blanc, Yaoundé, CLE, 1971[5]
- Les cloches histrionics, Yaoundé, CLE, 2005[5]
- La Dernière Aimée, Yaoundé, CLE, 1980[5]
- La Porteuse d’eau, nouvelle, in L’Exilé de l'eau, Douala, Éditions AfricAvenir, prix de l’APEC (Association des Poètes et Écrivains du Cameroun) en 1990[6]

## Décorations
- Chevalier de l'ordre de la Valeur (2006)
- Officier de l'ordre du Mérite camerounais (1994)